# Лясківщина (Сім'ятицький повіт)
Лясківщина (Лясковщизна, пол. Laskowszczyzna) — село в Польщі, у гміні Сім'ятичі Сім'ятицького повіту Підляського воєводства. Населення — 38 осіб (2011).

## Історія
У 1975—1998 роках село належало до Білостоцького воєводства.

## Демографія
Демографічна структура станом на 31 березня 2011 року:
|          | Загалом | Допрацездатний вік | Працездатний вік | Постпрацездатний вік |
| -------- | ------- | ------------------ | ---------------- | -------------------- |
| Чоловіки | 20      | 3                  | 13               | 4                    |
| Жінки    | 18      | 1                  | 10               | 7                    |
| Разом    | 38      | 4                  | 23               | 11                   |